# ثاديوس مورتيمر فولر
ثاديوس مورتيمر فولر (بالإنجليزية: Thaddeus Mortimer Fowler)‏ هو عالم رسم الخرائط أمريكي، ولد في 21 ديسمبر 1842 في لوويل في الولايات المتحدة، وتوفي في مارس 1922 في Middletown, New York (disambiguation) ‏.